# Giếng thế năng

Hình ảnh hố thế năng ở các cực tiểu địa phương. Cực tiểu toàn cục ở bên trái hình

Giếng thế năng là vùng bao quanh một cực tiểu địa phương của thế năng. Năng lượng ẩn chứa trong một hố thế năng không thể chuyển đổi thành một loại năng lượng khác.
Ví dụ trong trường hợp hố thế năng hấp dẫn thì thế năng không thể chuyển đổi thành động năng. Do đó, một vật thể ở hố thế năng không thể tiến tới mức cực tiểu toàn cục của thế năng, như xu hướng vận động tự nhiên do entropy đòi hỏi. Ví dụ cơ học này giúp hình dung về hố thế năng trong cơ học lượng tử.